# 大茂山
39°01′39″N 114°27′57″E / 39.02750°N 114.46583°E
大茂山，又名神仙山，原为中国五岳之一的北岳恒山，位于中国河北省保定市的阜平县（1193年析置自曲阳县）、唐县、涞源县交界处，主峰位于唐县石门乡，为古北岳所在地。大茂山距离唐县县城西北75公里，距离保定市区120公里。河北古北岳国家森林公园即位于大茂山地区。

## 历史
大茂山古称恒山，其历史可上溯到传说中的三皇五帝时期，据《史记·封禅书》记载，舜曾经到恒山祭祀。汉文帝时，因避讳缘故，恒山曾改名为常山。汉武帝时，在河北曲阳设立北岳祠祭祀。汉宣帝神爵元年（前61年），诏封五岳，其中以恒山为北岳。北魏宣武帝时，始在大茂山之南的曲阳县城建北岳庙，之后历代多在北岳庙遥祭北岳。北宋时期，大茂山一带曾为宋辽边境。1193年，析曲阳县北部以及其他县地置阜平县，自此大茂山不再隶属曲阳县，但北岳庙仍位于曲阳县城。明代中后期，出现北岳在河北曲阳还是山西浑源的争论，但是当时仍将恒山定在河北曲阳。直到清顺治十七年（1660年）七月，北岳改为山西浑源境内的恒山。

## 自然景观
大茂山包含太乙峰、爷峰、奶奶峰、媳妇峰、母子峰、贞女峰等20余座山峰，其中主峰太乙峰海拔1898.4米。大茂山为唐河支流恒水河（通天河）的发源地。动植物资源丰富，天然次生林333.33公顷，森林覆盖率达66.5%。1997年，建为省级森林公园；2005年，建为大茂山国家森林公园；2010年1月，大茂山国家森林公园更名为河北古北岳国家森林公园，并将倒马关省级森林公园（大石峪、秀水峪景区）纳入其中。大茂山有天然洞穴（黄龙洞、黑龙洞等）、飞瀑等景观，恒山积雪为唐县古八景之一。

## 人文景观
大茂山曾为佛教、道教圣地，山顶建有北岳恒山神庙、奶奶庙等建筑。北岳庙原位于大茂山，自北魏宣武帝时始迁至曲阳县城，离大茂山主峰有70公里的距离。大茂山地区遗存有多处碑刻，展现了大茂山的历史文化。